# Personaggi di Disincanto
Questa voce contiene un elenco dei personaggi presenti nella serie animata Disincanto.

## Cast
- Legenda:      Cast principale;      Ruolo ricorrente;      Guest star.

| Personaggio                      | Stagione 1 | Stagione 1 | Stagione 2 | Stagione 2 | Stagione 3 |
| Personaggio                      | Parte 1    | Parte 2    | Parte 3    | Parte 4    | Parte 5    |
| Personaggio                      | 2018       | 2019       | 2021       | 2022       | 2023       |
| -------------------------------- | ---------- | ---------- | ---------- | ---------- | ---------- |
| Principessa Tiabienie aka "Bean" |            |            |            |            |            |
| Elfo                             |            |            |            |            |            |
| Luci                             |            |            |            |            |            |
| Re Zøg                           |            |            |            |            |            |
| Derek                            |            |            |            |            |            |
| Regina Oona                      |            |            |            |            |            |
| Regina Dagmar                    |            |            |            |            |            |

## Personaggi principali

### Principessa Tiabienie
Principessa Tiabienie detta Bean (parti 1-5), doppiata in originale da Abbi Jacobson e in italiano da Rossa Caputo.
La protagonista della serie, è una principessa diciannovenne che passa gran parte delle sue giornate ad ubriacarsi con i suoi amici, spesso mettendosi nei guai, ha un rapporto brusco col padre Zøg, e sente la mancanza di sua madre, trasformatasi in pietra quando aveva solo 4 anni. È una ragazza molto avventurosa, preferisce la semplicità all'eleganza ed ama essere e sentirsi se stessa. Ama avventurarsi e scoprire cose nuove, è molto aperta al progresso e odia qualsiasi discriminazione. Nella sesta puntata della terza parte si dichiara ufficialmente bisessuale, amando uomini delle prime due parti e una donna la sirena Mora dalla terza alla quinta parte.

### Elfo
Elfo (parti 1-5), doppiato in originale da Nat Faxon e in italiano da Edoardo Stoppacciaro.
Un elfo ingenuo e ottimista che odia il suo mondo degli Elfi e va a Dreamland. Dopo aver lasciato Elfwood, si ritrova catapultato in un nuovo mondo, di cui non conosce niente e nessuno. È un elfo molto ingenuo, il che lo porterà spesso a cacciarsi in molte peripezie. Afferma spesso "Ciao, io sono Elfo", apparendo buffo e spesso andando contro a brutte conseguenze. Viene considerato spesso iperattivo, talvolta lascia però traspirare le sue emozioni e dimostra di essere un buon amico. Ha una cotta per Bean, con la quale condivide le avventure. All'inizio della quarta parte scopre che sua madre è la regina degli orchi e, al termine della serie, sposa Miri e diventa re di Dreamland.

### Luci
Luci (parti 1-5), doppiato in originale da Eric Andre e in italiano da Alessandro Quarta.
Il demone personale di Bean. A differenza di molti altri esemplari della sua specie, Luci non ha le ali poiché è un sub-demone: è rifiutato dalle altre creature infernale. Tuttavia Luci riesce ad elevarsi fino a super-demone di quarto livello, ma la sua promozione dura un solo episodio per poi tornare al livello di sub-demone. Nonostante mostri un'indole cinica e insensibile all'inizio, Luci è buono e si affeziona quasi subito a Bean e ad Elfo. Per lealtà verso la principessa e l'elfo, Luci rinuncerà ai suoi poteri, alla sua immortalità e alla sua natura di demone, diventando più simile ad un amico che a un demone. Viene scambiato spesso per un gatto da tutti, anche perché lui difficilmente rivela di essere un demone. Muore al termine della quinta parte. 

### Re Zøg
Re Zøg (parti 1-5), doppiato in originale da John DiMaggio e in italiano da Stefano Thermes.
L'arrogante sovrano di Dreamland e padre di Bean e Derek. È un re tirannico che pensa solo al suo piacere e non al bene del suo regno, odia essere criticato, dato che fa giustiziare chiunque provi a rivolgergli una critica. Ha rapporti bruschi con entrambi i suoi figli, tuttavia ha un cuore d'oro. Sovente cela i suoi sentimenti con mugugni e lamenti, facendo la parte del classico vecchio burbero. È molto saggio, tuttavia preferisce passare il tempo mangiando e dando ordini. È stato sposato con la regina Degmar, da cui ha avuto Bean e successivamente con Oona, da cui ha avuto Derek. Al termine della quinta parte lascia il trono per vivere nella foresta con l'orsa Ursula e suo figlio Jesper.

### Derek
Derek (parti 1-5), doppiato in originale da Tress MacNeille.
Figlioletto di Re Zøg e Regina Oona, inizialmente erede al trono di Dreamland. È un bambino molto pauroso e ingenuo e passa la giornata a giocare con le sue bambole. Ibrido umano-anfibio, appare molto ambiguo, sia per il look sia per il carattere, che spesso è passivo. Difficilmente prende decisioni da solo, accettando spesso i consigli senza pensarci troppo. Appare disinteressato e depresso, non nel pieno di alcuna emozione, per questo rischia di essere manipolato da chiunque nonostante assuma posizioni molto importanti all'interno del regno.

### Regina Oona
Regina Oona (parte 1, ricorrente parti 2-3, guest star stagione 4-5) , doppiata in originale da Tress MacNeille e in italiano da Francesca Guadagno.
Dopo la morte di Dagmar diventa la seconda moglie di Zøg. Durante il loro matrimonio nasce Derek, erede al trono. È un anfibio di colore verde-acqua e il suo matrimonio con Zøg è nato per stipulare un'alleanza. È una creatura abbastanza strana, spesso sembra cattiva nonostante nasconda qualcosa di buono. Ha un rapporto altalenante con Bean, che va rafforzandosi nel corso delle stagioni. Per camminare spesso striscia sui muri o sul soffitto e ha un debole per le droghe.

### Regina Dagmar
Regina Dagmar (parti 2-5, guest star parte 1), doppiata in originale da Sharon Horgan, in italiano da Roberta Pellini.
È la creduta defunta madre di Bean. Viene descritta positivamente da Bean, tuttavia quando viene riportata in vita da quest'ultima rivela la sua natura malvagia e manipolatoria, portando alla luce una serie di eventi che cambiano l'idea che Bean si era fatta delle situazioni nel regno. Viene sconfitta al termine della quinta parte.

## Personaggi ricorrenti
- Odval (parti 1-5), doppiato in originale da Maurice LaMarche, in italiano da Alberto Bognanni[1][2]:Odval è il primo ministro del regno, nonché consigliere del re. Indossa sempre un cappello, al di sotto del quale nasconde un terzo occhio. È un uomo molto saggio e scaltro, spesso portando queste qualità a suo favore in momenti di difficoltà del regno. È l'amante del mago Sorcerio, che sposa alla fine della quinta parte lasciando la carica di primo ministro.
- Sorcerio (parti 1-5), doppiato in originale da Billy West, in italiano da Oliviero Dinelli[1][2]: Sorcerio è il mago di corte. Mago molto incompetente, sovente sbaglia le pozioni, creando effetti indesiderati. Si presenta come un uomo anziano, nonostante affermi di non esserlo, con il classico look del mago delle fiabe. È l'amante del ministro Odval, che sposa alla fine della quinta parte.
- Il Giullare di corte (parti 1-5), doppiato in originale da Billy West, in italiano da Marco Minetti: il giullare di corte ha il ruolo di intrattenere la corte con le sue battute, le quali vengono considerate pessime da tutti. Viene quindi, ogni volta, punito, venendo fatto cadere nella botola del castello o lanciato dalla finestra. Si presenta come un uomo piccolino e insignificante, con un cappello da giullare. Il suo grido caratteristico ogni volta che viene punito è "Oh no!". Muore alla fine della quinta parte.
- L'Arcidruidessa (parte 1-5), doppiata in originale da Tress MacNeille: arcidruidessa, donna che lavora sottobanco con il ministro Odval. Si presenta come una perfida donna avvolta in un mantello viola, dal quale compare solo la testa, con occhi truccati. È una donna perfida, che spesso combutta per trarne vantaggio e sabotare il re. Al termine della serie si reca sulla Luna, dove presumibilmente morirà per mancanza di ossigeno.
- Turbish (parti 1-5), doppiato in originale da Rich Fulcher, in italiano da Roberto Fedele[1][2]: Turbish è un soldato assistente di Pendergast, tuttavia è un buono a nulla. Viene presentato come un omino grassoccio con i capelli biondi, che spesso in battaglia non dimostra nessuna capacità ed inoltre è incapace di fare anche le cose più semplici, come compiti di sorveglianza. Gira sempre in coppia con Mertz.
- Mertz (parti 1-5), doppiato in originale da Billy West[1]:  Mertz è un soldato assistenze di Pendergast, anch'egli buono a nulla. Viene presentato come un uomo alto e smilzo, spesso si trova in coppia con Turbish. Viene sempre seguito dalla madre, la quale lo sgrida costantemente o lo imbarazza davanti a tutti.
- L'Araldo (parti 1-4), doppiato in originale da David Herman, in italiano da Ivan Andreani[1][2]: L'Araldo è l'annunciatore di corte, colui che annuncia ogni singolo evento. È caratterizzato da una forte voce squillante, sempre di timbro molto alto.
- Stan (parti 1-5), doppiato in originale da Noel Fielding, in italiano da Carlo Scipioni[1][2]: è il boia del regno di Dreamland, si occupa quindi di torturare ed eseguire i prigionieri condannati alla pena di morte. È sposato con la balia Bunty ed hanno numerosi figli. Nonostante il suo ruolo negativo, non è un personaggio malvagio, mantenendo semplicemente la sua neutralità. Nella quinta parte partecipa attivamente alla lotta contro Dagmar.
- Sir. Pendergast (parti 1-2 e 5, guest parte 3), doppiato in originale da Eric Andre e in italiano da Riccardo Scarafoni: Pendergast è il cavaliere principale di Re Zøg. Si presenta come un uomo attento e fiero, con un ciuffo castano chiaro. È sempre pronto ad aiutare e ad andare in battaglia e a rischiare la pelle, venendo presentato con una benda sull'occhio e l'armatura. Verrà ucciso dall'Arcidruidessa, la quale appende la sua testa su un palo, fatto che traumatizza Re Zøg che già ha la salute mentale comprovata, ma torna in vita al termine della quinta parte.
- Principe Merkimer (parti 1-2 e 5, guest parte 3), doppiato in originale da Matt Berry, in italiano da Daniele Giuliani[1][2]: pretendente della principessa Bean dopo la morte del fratello, viene trasformato in maiale. Da maiale è spesso presente nelle avventure dei protagonisti, risultando decisivo e protagonista in alcune occasioni. Al termine della quinta parte sostituisce Odval come primo ministro,
- Bunty (parti 1 e 5, guest parti 2-4), doppiata in originale da Lucy Montgomery, in italiano da Francesca Manicone.[1][2]
L'ingenua balia di Bean. Madre di famiglia, ha numerosi figli ed è sposata con l'esecutore del regno, Stan. Si presenta come una signora molto simpatica, pronta ad aiutare Bean in ogni necessità. Nella quinta parte partecipa attivamente alla lotta contro Dagmar.

- L'Incantatrice / Rebecca (parti 1 e 4-5, guest parte 2), doppiata in originale da Lucy Montgomery, in italiano da Micaela Incitti: donna che guarda ciò che succede da una sfera, è la sorella minore della Regina Dagmar ,di Cloyd e di Jerry. Ha il potere, tramite la sfera, di guardare cosa succede nei vari regni. Muore al termine della quinta parte.
- Cloyd (parti 1 e 4-5, guest parte 2), doppiato in originale da Rich Fulcher, in italiano da Fabrizio Vidale: uomo che guarda ciò che succede da una sfera, è il fratello della Regina Dagmar, di Rebecca e di Jerry. Uomo molto cattivo. è il re di Maru, una terra desertica desolata sita al di là dell'oceano che la separa da Dreamland. Muore al termine della quinta parte.
- Miri / Donna Mocio (parti 1-5), doppiata in originale da Lauren Tom, in italiano da Sara Labidi: gestrice del caffè di Dreamland, pulisce anche il castello. Al termine della serie sposa Elfo e diventa regina di Dreamland.

## Personaggi minori

### Introdotti nella parte 1
- Principe Guysbert, doppiato in originale da David Herman, in italiano da Alessandro Ballico: primo pretendente della principessa Bean, fratello del principe Merkimer.

- Sven, doppiato in italiano da Dario Oppido: vichingo innamorato di Bean che tenta di assaltare il castello, fallendo e venendo espulso dalla botola. Viene rincontrato da Bean nella quarta parte nel regno dei Trog di mare, dove è stato catturato e dato in pasto ai vermi.
- Hansel e Gretel, Hansel doppiato in italiano da Fabrizio Dolce:[2]: personaggi tratti dai due protagonisti dell'omonima fiaba. Vivono in una casa di marzapane e canditi, originariamente appartenuta alla strega Gwen, e tentano di uccidere e cucinare chiunque capiti in casa loro. Vengono rincontrati all'inferno dai protagonisti, intenti a guardare all'infinito il filmato della loro morte come pena del contrappasso. Nella quarta parte scappano dall'inferno, ma vengono riportati indietro da Bean.
- Tess ,doppiata in originale da Jeny Batten: gigantessa che Elfo afferma di avere come fidanzata come scusa per presentarsi in compagnia al ballo del castello.

- Gwen: strega, originariamente abitante della casa di Hansel e Gretel, che viene condannata a morte per stregoneria. Viene rincontrata all'inferno dai protagonisti.
- Signorina Moonpence, doppiata in originale da Jeny Batten: la signorina Moonpence è la servitrice del ministro Odval. Non appare mai fisicamente, ma si può scovare l'occhio da una fessura del muro dell'ufficio di Odval.

- Vecchio palpatore: vecchio uomo con gli occhi cavi che ha la capacità di capire le cose palpando. Per questo suo vizio è rinchiuso nelle segrete, venendo ogni tanto chiamato per dare una palpata a qualcosa o qualcuno.

- Pops, doppiato in originale da Billy West, in italiano da Emanuele Durante: vecchio padre di elfo, molto amato da quest'ultimo. Durante il periodo di quarantena si ammala ma in punto di morte viene salvato dalle bacche.
- Big Jo, doppiato in originale da Maurice LaMarche, in italiano da Enzo Avolio (s.1-2) ed Ambrogio Colombo (s.3): esorcista di corte, cerca senza successo di estorcere il demone da Bean, a causa della richiesta di suo padre.

- Jerry, doppiato in originale da David Herman, in italiano da Francesco Venditti: fratello di Rebecca, Regina Dagmar e Cloyd. A differenza dei fratelli malvagi, egli appare come un uomo innocuo, venendo spesso maltrattato a causa di ciò.

- Elfa Kissy, doppiata in originale da Jeny Batten, in italiano da Giulia Catania: elfa del regno da cui proviene Elfo, la quale ha avuto una relazione con tutti gli elfi del suo villaggio, incluso Elfo. È la figlia del re di Elfwood.

- Chazzzzz, doppiato in originale da David Herman, in italiano da Gabriele Vender: strambo abitante Dankmiriano. Viene visto svolgere numerosi lavori, nonostante in realtà non ne svolga nemmeno uno regolarmente. È caratterizzato da un forte accento russo.

- Malfus, doppiato in italiano da Paolo Maria Scalondro: mago che vive in delle caverne dove i protagonisti giungono, al quale viene regalato un cavallo parlante. È un mago solitario, tuttavia risulta utile nei momenti decisivi

### Introdotti nella parte 2
- Ito, doppiato in originale da Maurice LaMarche e in italiano da Gianni Giuliano: il primo elfo, dopo Elfo, a lasciare la città degli elfi. Arriva a Dreamland si di una nave pirata insieme alla Regina Oona. Il suo nome Ito deriva dal verbo latino ire, ossia andare, a dimostrazione di come se ne sia andato.

- Ursula: una Selkie la quale può mutare forma, potendo scegliere se essere una ragazza o un orso. È inoltre interesse amoroso di Re Zøg, il quale però preferisce poi lasciarla andare, capendo che lei si sentiva non a suo agio tra le mura di un castello e preferiva la natura

- Dio, doppiato in originale da Maurice LaMarche e in italiano da Mario Bombardieri (parte 2)[3]e Paolo Marchese (parte 3-): sovrano del regno del paradiso, con una palla di luce al posto della testa e una lunga tunica bianca, rappresentazione della divinità. Appare come una creatura molto alta e con una voce possente e rassicurante.
- Skybert Gunderson, doppiato in originale da Phil LaMarr e in italiano da Francesco De Francesco: scienziato che arriva a Dreamland tramite un drago volante e avrà l'occasione di incontrare Bean, la quale imparerà alcune cose sulla scienza e il progresso, materie a lei sconosciute. Muore al termine della seconda parte e verrà incontrato di nuovo da Bean all'Inferno nelle parti successive.

### Introdotti nella parte 3
- Edith, doppiata in italiano da Rossella Acerbo: donna al "Freak Out Show", lo spettacolo per fenomeni di baraccone. Inizialmente è visibile soltanto la testa, che si crede l'unica parte del suo corpo, e attira i visitatori per questo.

- P.T, doppiato in italiano da Gabriele Sabatini (solo parte 3): il capo e conduttore del "Freak Out Show", uno spettacolo di Steamland in cui vengono esibiti tutti coloro considerati fenomeni da baraccone, tra cui capiterà anche Elfo. Viene sconfitto dai protagonisti alla fine della quinta parte.
- Trixy, doppiata in originale da Lauren Tom: Una Trog, la quale inizierà una relazione con Elfo. Si presenta con un forte desiderio sessuale per Elfo, nonostante lui non capisca e sia molto ingenuo.

- Gordy / Alva Gunderson doppiato in originale da Richard Ayoade[1], doppiato da Davide Lepore: pretendente di Bean, per approfittare della magia di Dreamland. All'inizio si spaccia per un semplice lavoratore chiamato Gordy, per abbordare Bean a Steamland. È il fratello di Skybert Gunderson. Al termine della quinta parte viene spedito sulla Luna con l'Arcidruidessa, dove presumibilmente morirà per mancanza di ossigeno.

- Mora, doppiata in originale da Meredith Hagner,[1] in italiano da Sara Ferranti: sirena salvata da Bean ed Elfo dal Freak Out Show. Intraprende una breve relazione con Bean, la quale penserà che forse sia stata soltanto un'allucinazione. Le due si sposeranno alla fine della serie.

### Introdotti nella parte 4
- Satana: doppiato in originale da Rich Fulcher, doppiato da Dimitri Winter: promesso marito di Bean all'inferno, sposa Dagmar nella quarta stagione per poi divorziare al termine della quinta parte. È il padre di Luci.
- Re Gocciolo: re dei Trog del mare.
- Bean Cattiva, doppiata in originale da Abbi Jacobson e in italiano da Rossa Caputo: è la parte cattiva di Bean, alleata di Dagmar. Muore al termine della quinta parte.
- Freckles, doppiato in originale da John DiMaggio e in italiano da Nanni Baldini: marionetta parlante a cui si affeziona Re Zog.